# ГЕС Yīngxióngpō 2
ГЕС Yīngxióngpō 2 (英雄坡二级水电站) — гідроелектростанція у центральній частині Китаю в провінції Сичуань. Найпотужніша станція зі складу каскаду на річці Xiluo, лівій притоці Дзинші (верхня течія Янцзи).
В межах проекту долину річки перекрили невеликою греблею, центральна ділянка якої складається із шести водопропускних шлюзів. Вона спрямовує ресурс до прокладеного у лівобережному гірському масиві дериваційного тунелю довжиною біля 10 км.
Розташований на березі  Xiluo наземний машинний зал обладнали двома турбінами потужністю по 28 МВт.